# Râul Oleniu
Râul Oleniu este un curs de apă, afluent de stânga al Cobilioara, pe teritoriul Ucrainei. 